# 內屬蒙古
內屬蒙古，指清代不設世襲札薩克，直接任命官員治理的蒙古各旗，這些多是曾經反抗清朝統治的部落，包括察哈爾、歸化城土默特、唐努烏梁海、阿爾泰烏梁海等部，與外藩蒙古相對。內屬蒙古各旗以副都統（梅勒章京）、散秩大臣（苏拉昂邦）或總管等為旗長，其下有參領、佐領、驍騎校、護軍校、前鋒校等官吏。旗長為副都統者，稱“副都統旗”；為散秩大臣者，稱“散秩大臣旗”；為總管者，稱“總管旗”。各旗隸屬於將軍、都統、駐劄大臣或行省，亦歸理藩院旗籍清吏司、典屬清吏司監管。

## 內屬蒙古各旗

### 八旗察哈爾
1. 鑲黃旗察哈爾
2. 正黃旗察哈爾
3. 鑲紅旗察哈爾
4. 正紅旗察哈爾
5. 鑲白旗察哈爾
6. 正白旗察哈爾
7. 鑲藍旗察哈爾
8. 正藍旗察哈爾

### 熱河都統所屬
- 熱河額魯特（大部回迁昭苏为额鲁特营左翼，仅百余人留热河行宫当差）[1]

### 綏遠城將軍
- 歸化城土默特（乾隆年间起原左翼旗、右翼旗合二为一）

### 黑龍江將軍所屬
- 巴爾虎、額魯特五翼蒙旗

### 烏里雅蘇臺將軍所屬
- 唐努烏梁海五旗及二十五佐領
  - 唐努旗
  - 薩拉吉克旗
  - 托錦旗
  - 庫布蘇庫勒諾爾旗
  - 奇木奇克河旗

### 科布多參贊大臣所屬
- 明阿特旗
- 札哈沁總管旗
- 札哈沁公旗
- 額魯特總管旗
- 阿爾泰烏梁海七旗
- 阿爾泰淖爾烏梁海二旗

### 駐藏大臣所屬
- 達木八旗

### 伊犁將軍所屬
- 伊犁察哈爾八旗
- 伊犁額魯特營（安插到当地察哈尔八旗内）

### 塔爾巴哈臺參贊大臣所屬
- 塔爾巴哈臺額魯特十佐領（分左右两翼，亦由伊犁将军统领）

### 引用
1. ↑  芦亚妮. . 内蒙古师范大学. 2018. D691.72.